# Epinephelus fuscoguttatus
Epinephelus fuscoguttatus е вид бодлоперка от семейство Serranidae. Видът е почти застрашен от изчезване.

## Разпространение и местообитание
Разпространен е в Австралия, Американска Самоа, Британска индоокеанска територия (Чагос), Вануату, Джибути, Египет, Еритрея, Йемен, Израел, Индия (Андамански острови), Индонезия, Йордания, Кения, Кирибати, Коморски острови, Мавриций, Мадагаскар, Майот, Малайзия, Малдиви, Малки далечни острови на САЩ, Маршалови острови, Мианмар, Микронезия, Мозамбик, Науру, Нова Каледония, Пакистан, Палау, Папуа Нова Гвинея, Провинции в КНР, Реюнион, Самоа, Саудитска Арабия, Северни Мариански острови, Сейшели, Сингапур, Соломонови острови, Сомалия, Судан, Тайван, Тайланд, Танзания, Токелау, Тонга, Тувалу, Уолис и Футуна, Фиджи, Филипини, Шри Ланка и Япония (Рюкю).
Обитава крайбрежията на океани, морета, заливи, лагуни и рифове. Среща се на дълбочина от 0,2 до 345 m, при температура на водата от 26,4 до 29,3 °C и соленост 30,2 – 37,6 ‰.

## Описание
На дължина достигат до 1,2 m, а теглото им е максимум 11 kg.
Продължителността им на живот е около 40 години.